# Muscle Shoals (Alabama)
Muscle Shoals és una població dels Estats Units a l'estat d'Alabama. Segons el cens del 2007 tenia 12.846 habitants.

## Demografia
Segons el cens del 2000, Muscle Shoals tenia 11.924 habitants, 4.710 habitatges i 3.452 famílies. La densitat de població era de 378,3 habitants/km².
Dels 4.710 habitatges, en un 34,7% hi vivien nens de menys de 18 anys, en un 59,4% hi vivien parelles casades, en un 11,3% dones solteres, i en un 26,7% no eren unitats familiars. En el 23,8% dels habitatges hi vivien persones soles, el 8,2% de les quals corresponia a persones de 65 anys o més que vivien soles. El nombre mitjà de persones vivint en cada habitatge era de 2,48 i el nombre mitjà de persones que vivien en cada família era de 2,95.
Per edats, la població es repartia de la següent manera: un 24,8% tenia menys de 18 anys, un 8,6% entre 18 i 24, un 29,6% entre 25 i 44, un 23,9% de 45 a 60 i un 13,1%, 65 anys o més.
L'edat mitjana era de 37 anys. Per cada 100 dones hi havia 88,9 homes. Per cada 100 dones de 18 o més anys hi havia 86,1 homes.
La renda mitjana per habitatge era de 40.216 $, i la renda mitjana per família, de 48.113 $. Els homes tenien una renda mitjana de 38.063 $, mentre que les dones, de 21.933 $. La renda per capita de la població era de 21.113 $. Entorn del 5,4% de les famílies i el 7,3% de la població estaven per sota del llindar de pobresa.

## Poblacions més properes
El següent diagrama mostra les poblacions més properes.